# Romsås

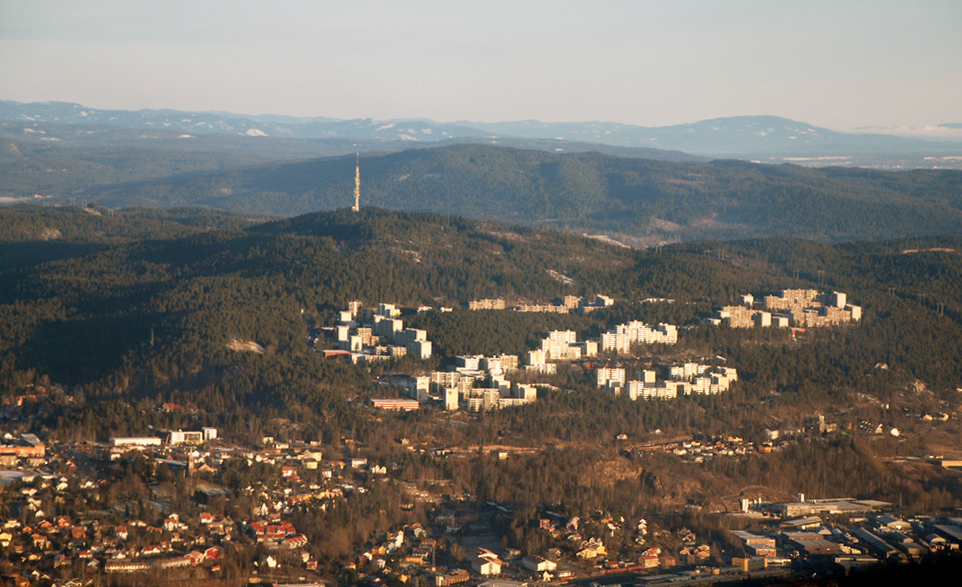
Groruddalen med åsen Romsås i bakgrunden

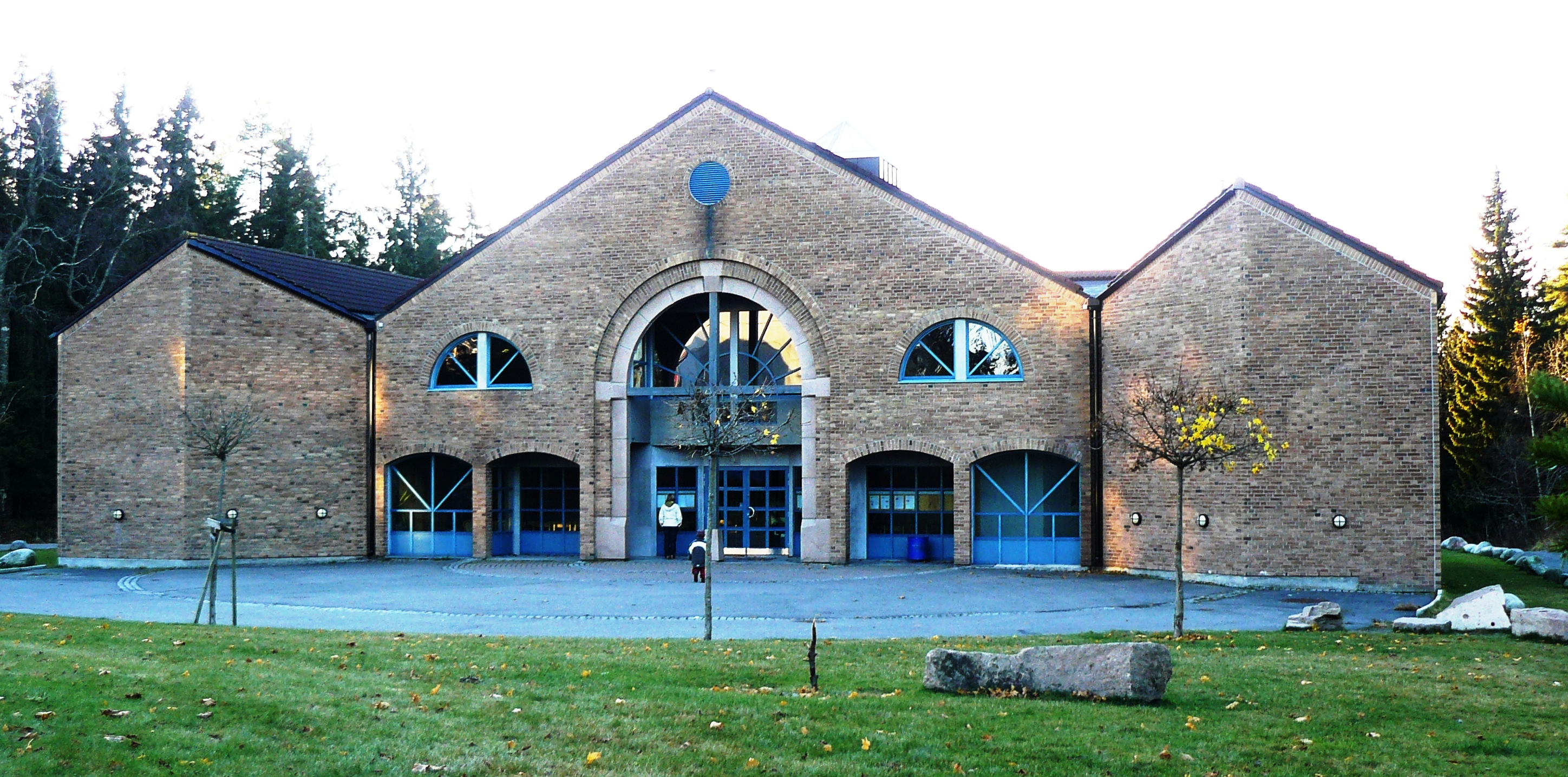
Romsås kyrka

Romsås är ett område nordöst om Grorud centrum i Oslo, Norge. Romsås var en självständig stadsdel till början på 2000-talet, då stadsdelarna Grorud och Romsås slogs ihop. Namnet Romsås är ursprungligen ett gårdsnamn. Namnet nämns första gången 1659. Som områdesnamn har Romsås varit förbundet med utbyggningen omkring 1970.